# Medetera kasachstanica
Medetera kasachstanica är en tvåvingeart som beskrevs av Negrobov 1974. Medetera kasachstanica ingår i släktet Medetera och familjen styltflugor.
Artens utbredningsområde är Kazakstan. Inga underarter finns listade i Catalogue of Life.